# Hans Theilig
Hans Theilig   (Hamburg, 12 d'agost de 1914 - Hamburg, 6 d'octubre de 1976) fou un jugador d'handbol alemany que va competir durant la dècada de 1930.
El 1936 va prendre part en els Jocs Olímpics de Berlín, on guanyà la medalla d'or en la competició d'handbol. El 1938 fou membre de l'equip alemany que guanyà el primer campionat del món d'hanbdol a onze. En el seu palmarès també destaca la Lliga alemanya de 1941 i 1943.